# Горская, Натэлла Всеволодовна
Натэ́лла Все́володовна Го́рская (22 июня 1928, Москва — 24 июля 2008) — русская поэтесса, переводчица

 с испанского, венгерского, чешского языков, а также языков народов СССР.
Родилась 22 июня 1928 года в Москве. Окончила Московский государственный педагогический институт иностранных языков имени Мориса Тореза в 1955 году. Начала издаваться с 1960 года. В её переводе публиковались стихи испанских поэтов Антонио Мачадо, Хосе Гойтисоло, Хуана Рамона Хименеса, мексиканского поэта Хосе Эмилио Пачеко, венгерских поэтов Эндре Ади, Миклоша Радноти, Михая Бабича, Ласло Надя, Маргит Мечи, Антала Гидаша, индийского поэта Рабиндраната Тагора, еврейского поэта Аврама Гонтаря, чешских поэтов Яна Коллара, Витезслава Незвала. Переводы Натэллы Горской печатались в томах «Библиотеки всемирной литературы», в журнале «Иностранная литература», в антологиях и сборниках.
В 1997 году выпустила книгу оригинальных стихов «Дни». В 1973 году Натэлла Горская была принята в Союз писателей СССР. С 1991 года — член Союза писателей Москвы. Скончалась 24 июля 2008 года после тяжёлой болезни.

## Избранные переводы
- Ян Коллар. Сто сонетов из поэмы «Дочь Славы». Slavy dcera: sto znelek. / Переводчики: Натэлла Горская, Юлия Нейман — М., «Художественная литература», 1973. — 244 с.
- Хосе де ла Куадра. Морская раковина. / Переводчики Натэлла Горская[1], Элла Брагинская, Л. Элиович, Елена Любимова — М., «Художественная литература», 1963. — 168 с.
- Вирджил Теодореску. Звёздная земля. / Составитель Кирилл Ковальджи, переводчик и редактор Натэлла Горская. — М., «Прогресс», 1979. — 166 с.
- Поэзия гаучо. / Составитель антологии — Захарий Плавскин; переводчики: Натэлла Горская, Г. Полонская, М. Ярмуш, Дина Орловская, Юрий Айхенвальд, Григорий Шмаков, Тамара Жирмунская, Иосиф Бродский. — М., «Художественная литература», серия «Библиотека латиноамериканской поэзии», 1964. — 238 с.